# Tarmo Kink
Tarmo Kink (Tallinn, 1985. október 6. –) észt válogatott labdarúgó. Támadó szellemű, balszélsőként és csatárként is bevethető.

## Pályafutása

### A kezdetek
Pályafutását az SC Real Tallinn csapatába kezdte, ahol 2001-től 2003-ig játszott. Két ízben is kölcsönadták, előbb az FC Viimsi, ahol példátlan mutatókkal bírt, 9 mérkőzésen 31 gólt szerzett. 2002-ben újra kölcsönbe került, az FC Narva Transnál töltött el egy szezont. 2003-ban visszatért a Realhoz, de egy szezon után, mindössze 17 évesen távozott.

### Szpartak Moszkva
Igazi sztárgárdához, az orosz Premjer Ligás FK Szpartakhoz került, ahová 5 évre szerződött. 2003. február 6-án debütált új csapatában a Ðtðelkovo elleni felkészülési mérkőzésen. Az orosz élvonalban 2003. augusztus 23-án debütált a Rubin Kazány ellen elvesztett mérkőzésen.
Kink főleg a tartalék csapatban jutott szóhoz, mindössze 2 bajnokin lépett pályára, valamint egy UEFA-kupa mérkőzésen az RCD Mallorca ellen. Miután nem sikerült beverekednie magát az első csapatba, hazatért Észtországba.

### FC Levadia Tallinn
2006. július 6-án írt alá kétéves szerződést az észt első osztályú FC Levadiával, s három nappal később már be is mutatkozott bajnokin az FC Flora elleni városi derbin. Első bajnoki gólját 2006. július 23-án rúgta a Levadia színeiben, az FC TVMK ellen 3–1-re megnyert mérkőzésen.
2008-ban közel állt ahhoz, hogy újra belevágjon egy légióskodásba. A román Gloria Buzău ajánlott neki 3 éves szerződést, de Kimk visszautasította, mert nem tartotta megfelelőnek a romániai feltételeket. 2008 júliusában járt próbajátékon a holland De Graafschapnál próbajátékon, azonban az első edzésen térdsérülést szenvedett, így visszatért a Leavadiához, ahová 2009 novemberéig írt alá.
2008 telén próbajátékra hívta a magyar élvonalbeli Győri ETO, amely után szerződést ajánlottak neki.

### Győri ETO FC
2009 januárjában 3,5 éves szerződést írt alá. Első győri idényében 12 mérkőzésen szerepelt az NB 1-ben és ezeken a találkozókon 3 gólt rúgott. Első bajnoki mérkőzését a Győri ETO FC színeiben a Kecskemét ellen játszotta, 70 percet töltött a pályán és góllal vette ki a részét a 2-0-s győzelemből. Ezenkívül gólt rúgott még a Haladásnak és a Paksnak is. A Győrrel 2009 májusában Magyar kupa ezüstérmet nyert.

### Middlesbrough
2010-ben az angol másodosztályba igazolt.

## A válogatottban
2004. március 31-én Észak-Írország elleni barátságos mérkőzésen debütált a válogatottban. Első gólját 2008. május 27-én szerezte Grúzia ellen, majd 8 nappal később Feröer-szigetek ellen is betalált. 2010. október 7-én egy 30 méteres bombagólt szerzett idegenben a Szerbia ellen 3-1-re megnyert mérkőzésen.

### Góljai az észt válogatottban
| #  | Dátum                | Ellenfél        | Eredmény | Kiírás              | Esemény        |
| -- | -------------------- | --------------- | -------- | ------------------- | -------------- |
| 1. | 2008. május 27.      | Grúzia          | 1 – 1    | barátságos mérkőzés | 64 (11-esből)' |
| 2. | 2008. június 4.      | Feröer-szigetek | 4 – 3    | barátságos mérkőzés | 28' 61'        |
| 3. | 2008. november 12.   | Lettország      | 1 – 1    | barátságos mérkőzés | 52' 87'        |
| 4. | 2010. október 8.     | Szerbia         | 3 – 1    | Eb-selejtező        | 63' 64'        |
| 5. | 2011. szeptember 6.  | Észak-Írország  | 4 – 1    | Eb-selejtező        | 32' 88'        |
| 6. | 2013. szeptember 10. | Magyarország    | 1 – 5    | Vb-selejtező        | 48' 74' 76'    |

## Sikerei, díjai
- Szpartak Moszkva:
  - Orosz bajnoki bronzérmes: 2005
  - Orosz kupagyőztes: 2003
  - Orosz szuperkupa-döntős: 2004
- Levadia Tallinn:
  - Észt bajnok: 2006, 2007, 2008
  - Észt kupagyőztes: 2007
  - Észt szuperkupa-döntős: 2007, 2008
- Győri ETO:
  - Magyar bajnok: 2012/2013
  - Magyar bajnoki bronzérmes: 2009/10
  - Magyar kupa-döntős: 2009
- Inverness:
  - Skót kupagyőztes: 2015